# Copa Perú Femenina
La Copa Perú Femenina es actualmente el campeonato de segunda división de fútbol femenino peruano, desarrollado, organizado y promovido por la Federación Peruana de Fútbol (FPF), el cual emula las etapas distrital, provincial, departamental, regional y nacional, tal como se juega la Copa Perú masculina.  El torneo inició en 2018 y sus primeras dos ediciones (2018 y 2019) tuvieron categoría de primera división (a partir de un cambio de nombre al entonces Campeonato Nacional de Fútbol Femenino) y desde 2022 tiene categoría de segunda división.  
Su primer campeón como primera división fue Municipalidad de Majes de Arequipa (2018) y su último campeón como primera división fue Universitario de Deportes (2019). Ambos campeones clasificaron a la Copa Libertadores de América Femenina de 2019 (Quito) y 2020 (Buenos Aires), respectivamente.  
Con la llegada de la pandemia del Covid-19 al Perú, el torneo dejó de realizarse durante 2020 y 2021. A continuación, la Copa Perú Femenina, como torneo de primera división, fue reemplazado por la Liga Femenina FPF desde el 2021. 
A partir de la Copa Perú Femenina 2022, el torneo se reactivó como torneo de segunda categoría con ascenso a la Liga Femenina FPF. El primer campeón como segunda categoría fue FBC Melgar de Arequipa y su primer subcampeón fue Defensores del Ilucán de Cutervo, Cajamarca. Ambos equipos ascendieron directamente a la Liga Femenina FPF 2023.    
De otro lado, Sporting Victoria de Iquitos, que quedó en el tercer lugar de la Copa Perú Femenina 2022, también logró el ascenso a la Liga Femenina FPF 2023, tras ganar 2-0 en la Revalidación a la Universidad Técnica de Cajamarca, que descendió a la Copa Perú Femenina 2023. De esta manera, la selva peruana también tendrá un equipo en la primera división del fútbol femenino.

## Regiones
Tras culminar las etapas distrital, provincial y departamental, los campeones de las ligas departamentales son reunidos en ocho regiones, de acuerdo a su cercanía geográfica. Luego, los campeones de cada región pasan a la Etapa Nacional, que se disputa en tres etapas: cuartos de final, semifinales y final. Las ocho regiones de la Copa Perú Femenina 2022 fueron las siguientes: 
- Campeones nacionales.

| Región      | Departamentos | Campeones regionales   | Campeones regionales      | Campeones regionales               |
| Región      | Departamentos | 2018                   | 2019                      | 2022                               |
| ----------- | ------------- | ---------------------- | ------------------------- | ---------------------------------- |
| Región I    | Amazonas      | Juventus Ferreñafe     | Juventus Ferreñafe        | Real Chachapoyas                   |
| Región I    | Lambayeque    | Juventus Ferreñafe     | Juventus Ferreñafe        | Real Chachapoyas                   |
| Región I    | Piura         | Juventus Ferreñafe     | Juventus Ferreñafe        | Real Chachapoyas                   |
| Región I    | Tumbes        | Juventus Ferreñafe     | Juventus Ferreñafe        | Real Chachapoyas                   |
| Región II   | Áncash        | FCF Barca de Trujillo  | Deportivo Talentos        | Defensores del Ilucán              |
| Región II   | Cajamarca     | FCF Barca de Trujillo  | Deportivo Talentos        | Defensores del Ilucán              |
| Región II   | La Libertad   | FCF Barca de Trujillo  | Deportivo Talentos        | Defensores del Ilucán              |
| Región II   | San Martín    | FCF Barca de Trujillo  | Deportivo Talentos        | Defensores del Ilucán              |
| Región III  | Loreto        | Amazon Sky             | Amazon Sky                | Sporting Victoria                  |
| Región III  | Ucayali       | Amazon Sky             | Amazon Sky                | Sporting Victoria                  |
| Región IV   | Callao        | JC Sport Girls         | Universitario de Deportes | Colmillo Comas FC                  |
| Región IV   | Lima          | JC Sport Girls         | Universitario de Deportes | Colmillo Comas FC                  |
| Región V    | Huánuco       | Nueva Sociedad         | Flamengo FBC de El Tambo  | Ramiro Villaverde Lazo de Huancayo |
| Región V    | Junín         | Nueva Sociedad         | Flamengo FBC de El Tambo  | Ramiro Villaverde Lazo de Huancayo |
| Región V    | Pasco         | Nueva Sociedad         | Flamengo FBC de El Tambo  | Ramiro Villaverde Lazo de Huancayo |
| Región VI   | Ayacucho      | Ayacucho FC            | Real Victoria de Ayacucho | Diosdado Franco Luján de Ica       |
| Región VI   | Huancavelica  | Ayacucho FC            | Real Victoria de Ayacucho | Diosdado Franco Luján de Ica       |
| Región VI   | Ica           | Ayacucho FC            | Real Victoria de Ayacucho | Diosdado Franco Luján de Ica       |
| Región VII  | Arequipa      | Municipalidad de Majes | Stella Maris              | FBC Melgar                         |
| Región VII  | Moquegua      | Municipalidad de Majes | Stella Maris              | FBC Melgar                         |
| Región VII  | Tacna         | Municipalidad de Majes | Stella Maris              | FBC Melgar                         |
| Región VIII | Apurímac      | Real Unchiña           | Angelu Lucrecia           | Atlético Andahuaylas               |
| Región VIII | Cusco         | Real Unchiña           | Angelu Lucrecia           | Atlético Andahuaylas               |
| Región VIII | Madre de Dios | Real Unchiña           | Angelu Lucrecia           | Atlético Andahuaylas               |
| Región VIII | Puno          | Real Unchiña           | Angelu Lucrecia           | Atlético Andahuaylas               |

## Finales

### Como Primera división
| Edición | Año  | Campeón                   | Subcampeón     | Resultado             |
| ------- | ---- | ------------------------- | -------------- | --------------------- |
| I       | 2018 | Municipalidad de Majes    | JC Sport Girls | 1-1 (7-6 por penales) |
| II      | 2019 | Universitario de Deportes | Amazon Sky     | 6-1                   |

### Como Segunda división
| Edición | Año  | Campeón        | Subcampeón            | Resultado    |
| ------- | ---- | -------------- | --------------------- | ------------ |
| III     | 2022 | FBC Melgar     | Defensores del Ilucán | 1-0          |
| IV      | 2023 | Biavo FC       | UNSAAC                | 2-2 (3-2 p.) |
| V       | 2024 | Real Áncash FC | Flamengo FBC          | 1-1 (3-2 p.) |

## Ascensos
Los tres primeros equipos en ascender a la Liga Femenina FPF.  
| Edición | Año  | Clubes ascendidos                                                                     | Clubes ascendidos                                                                     | Clubes ascendidos                                                                     |
| Edición | Año  | Campeón                                                                               | Subcampeón                                                                            | Tercero                                                                               |
| ------- | ---- | ------------------------------------------------------------------------------------- | ------------------------------------------------------------------------------------- | ------------------------------------------------------------------------------------- |
| I       | 2018 | No hubo ascendidos porque la Copa Perú Femenina era un campeonato de primera división | No hubo ascendidos porque la Copa Perú Femenina era un campeonato de primera división | No hubo ascendidos porque la Copa Perú Femenina era un campeonato de primera división |
| II      | 2019 | No hubo ascendidos porque la Copa Perú Femenina era un campeonato de primera división | No hubo ascendidos porque la Copa Perú Femenina era un campeonato de primera división | No hubo ascendidos porque la Copa Perú Femenina era un campeonato de primera división |
| III     | 2022 | FBC Melgar                                                                            | Defensores del Ilucán                                                                 | Sporting Victoria                                                                     |
| IV      | 2023 | Biavo FC                                                                              | UNSAAC                                                                                |                                                                                       |
| V       | 2024 | Real Áncash FC                                                                        | Flamengo FBC                                                                          |                                                                                       |

## Palmarés

### Por clubes
| N.° | Clubes                            | Regiones    | Títulos  | Subtítulos | Tercero  | Cuarto   |
| --- | --------------------------------- | ----------- | -------- | ---------- | -------- | -------- |
| 1   | Municipalidad de Majes            | Arequipa    | 1 (2018) | -          | -        | -        |
| 2   | Universitario de Deportes         | Lima        | 1 (2019) | -          | -        | -        |
| 3   | FBC Melgar                        | Arequipa    | 1 (2022) | -          | -        | -        |
| 4   | Biavo FC                          | San Martín  | 1 (2023) | -          | -        | -        |
| 5   | JC Sport Girls                    | Lima        | -        | 1 (2018)   | -        | -        |
| 6   | Amazon Sky                        | Loreto      | -        | 1 (2019)   | -        | -        |
| 7   | Defensores del Ilucán             | Cajamarca   | -        | 1 (2022)   | -        | -        |
| 8   | UNSAAC                            | Cusco       | -        | 1 (2023)   | -        | -        |
| 9   | FCF Barca de Trujillo             | La Libertad | -        | -          | 1 (2018) | -        |
| 10  | Stella Maris de Arequipa          | Arequipa    | -        | -          | 1 (2019) | -        |
| 11  | Sporting Victoria                 | Loreto      | -        | -          | 1 (2022) | -        |
| 12  | La Cantera                        | Lima        | -        | -          | 1 (2023) | -        |
| 13  | Ayacucho FC                       | Ayacucho    | -        | -          | -        | 1 (2018) |
| 14  | Deportivo Talentos de La Libertad | La Libertad | -        | -          | -        | 1 (2019) |
| 15  | Diosdado Franco Luján de Ica      | Ica         | -        | -          | -        | 1 (2022) |
| 16  | Gloriosa Cantuta                  | La Libertad | -        | -          | -        | 1 (2023) |

### Por regiones
| N.° | Regiones    | Títulos         | Subtítulos | Tercero  | Cuarto          |
| --- | ----------- | --------------- | ---------- | -------- | --------------- |
| 1   | Arequipa    | 2 (2018 y 2022) | -          | 1 (2019) | -               |
| 2   | Lima        | 1 (2019)        | 1 (2018)   | 1 (2023) | -               |
| 3   | San Martín  | 1 (2023)        | -          | -        | -               |
| 4   | Loreto      | -               | 1 (2019)   | 1 (2022) | -               |
| 5   | Cajamarca   | -               | 1 (2022)   | -        | -               |
| 6   | Cusco       | -               | 1 (2023)   | -        | -               |
| 7   | La Libertad | -               | -          | 1 (2018) | 1 (2019 y 2023) |
| 8   | Ayacucho    | -               | -          | -        | 1 (2018)        |
| 9   | Ica         | -               | -          | -        | 1 (2022)        |